# Robert E. Smylie
Robert Eben Smylie, född 31 oktober 1914 i Marcus, Iowa, död 17 juli 2004 i Boise, Idaho, var en amerikansk republikansk politiker. Han var den 24:e guvernören i delstaten Idaho 1955–1967.
Smylie avlade 1938 kandidatexamen vid College of Idaho och 1942 juristexamen vid George Washington University. Han tjänstgjorde i USA:s kustbevakning under andra världskriget. Mellan 1947 och 1955 tjänstgjorde han som Idahos justitieminister. Smylie efterträdde 1955 Leonard B. Jordan som guvernör och efterträddes 1967 av Don Samuelson.
Metodisten Smylie avled 2004 89 år gammal och gravsattes på Pioneer Cemetery i Boise.